# Nicolau Pereira de Campos Vergueiro
Nicolau Pereira de Campos Vergueiro, más conocido como Senador Vergueiro (Vale da Porca, 20 de diciembre de 1778 — Río de Janeiro, 17 de septiembre de 1859), fue un terrateniente cafetero y político lusobrasileño. Fue ministro imperial en diversas oportunidades así como miembro de la Regencia Trina Provisional en 1831 luego de la abdicación de Pedro I. 
Fue pionero en la implementación de mano de obra libre en el país al traer a los primeros inmigrantes europeos para trabajar en la Fazenda Ibicaba de su propiedad. El contrato fue redactado por el propio Vergueiro, estableciendo la propiedad de los productos y otras medidas, la mayoría de carácter exploratorio. Ante esto, los inmigrantes se rebelaron bajo la dirección de Thomas Davatz, un líder religioso suizo, que hizo crecer en aquellos trabajadores la ambición de convertirse en pequeños o medianos terratenientes, como imaginaban que serían al salir de Europa.